# Index van Leuven
De Index van Leuven was in de 16e eeuw een lijst met verboden en toegelaten boeken opgesteld door de theologen van de Leuvense universiteit. Hij kende drie edities (1546, 1550, 1558) en was een invloedrijke voorloper van de pauselijke Index librorum prohibitorum (1559).

## Achtergrond
In een vroeg stadium (1519) nam de universiteit van Leuven kennis van Luthers werken en begon ze die heftig te bestrijden. In overleg met de Keulse collega's veroordeelden de Leuvense theologen op 7 november 1519 de doctrines van Luther. Nadat paus Leo X hen hierin was gevolgd, beval keizer Karel V een algemene inbeslagname van lutherse publicaties. In Leuven werden voor een tribune een 80-tal boeken, vooral gedrukt bij Dirk Martens, aan de vlammen prijs gegeven. Ook in de inquisitie namen de Leuvens theologen het voortouw, met onder meer Jacobus Latomus. 
In hechte samenwerking probeerden universiteit, keizer en kerk het protestantisme de kop in te drukken en de orthodoxie te verdedigen. Het verbieden van boeken nam een aanvang met een keizerlijk plakkaat van 1524, regelmatig vernieuwd tot de versie van 1540 een 36 veroordelingen bevatte. Uiteindelijk wendde de keizer zich tot Leuven om een meer gedetailleerde lijst uit te werken.

## Totstandkoming
Twee jaar na de Sorbonne was Leuven de volgende universiteit die met een lijst van verboden boeken kwam. De lijst van 1546, uitgebracht in een Latijnse, Franse en Nederlandse editie, bevatte 169 veroordelingen. Een veroordeling kon betrekking hebben op een boek of op alle werken (libri omnes) van een auteur (in de eerste plaats protestanten als Luther en Melanchthon, maar ook eerder politieke auteurs als Marsilius van Padua). De catalogus lijstte eerst de verboden Bijbels en Nieuwe Testamenten op (Griekse, Latijnse, Nederlandse en Franse), gevolgd door een alfabetisch geordende sectie gewijd aan Latijnse boeken, een forse afdeling Nederlandse proscripties (veelal verschenen in Antwerpen), en vervolgens kleinere secties Duitse en Franse boeken. Ten slotte maakte de Leuvense index ook de in 1540 uitgesproken proscripties tot de zijne:
Alle die boucken ende tractaten die by Marten Luther ghemaect zyn ende ghemaect zullen worden. Des ghelycken by Ioannes Wyclef, Ioannes Hus, Marsilius de Padua, Ioannes Oecolampadius, Ulricus Zwinglius, Philippus Melanchton, Franciscus Lambertus, Ioannes Pomeranus, Otto Brunsfelsius, Iustus Ionas, Ioannes Pupperus Gochianus, ende andere autheurs van der voorseyder secte oft heresie
De Index van Leuven kreeg kracht van wet door keizerlijk edict van 30 juni 1546, waarvan de eerste bepaling de theologiefaculteit machtigde om boeken te reproberen, doemen en suspect te verklaren:
Eerst, dat niemand, van wat qualiteyt, state, lande ofte conditie hy zy, en sal moghen prenten ofte schriven, coopen ofte vercoopen, voorts gheven, lesen, bewaeren, ofte onder hem houden oft ontfanghen eenighe van den boucken, die by dien van der facultheyt van der theologien in der universiteyt van Leuven ghereprobeert, ghedoempt ofte verclaert zyn suspeckt, van den welcken die declaratie zal gheprent worden binnen der zelver universiteyt van Luevene
Voor het onderwijs gaf de Index ten slotte een catalogus van toegelaten schoolboeken, vergezeld van een verbod om uit andere boeken te onderwijzen.

## Edities van 1550 en 1558
Landvoogdes Maria van Hongarije vaardigde op 29 april 1550 een nieuw edict uit dat de uitgeverij regelde. Dit ging vergezeld van een bijgewerkte Index van Leuven, waarin het aantal veroordelingen was opgelopen van 169 naar 231. De stijging viel in essentie op het conto van de Latijnse boeken, waaronder een algemeen verbod op het werk van Johannes Calvijn. De nieuwe toevoegingen waren hoofdzakelijk gedrukt in Duitse steden, wat erop wijst dat het systeem van censuur waarin de index was ingebed, doeltreffend was in de Nederlanden.
De derde index van 1558 breidde het aantal veroordelingen verder uit tot 238. Er kwamen 29 nieuwe Nederlandse titels op de lijst, waarvan 21 van anonieme auteurs. Deels ging het om werken die aan de censuur van 1546 waren ontsnapt, deels ook om boeken die na dat jaar door Vlaamse ballingen waren uitgegeven (bv. Steven Mierdmans in Londen). Dit laatste is opnieuw een aanwijzing van de effectiviteit van de censuur binnen de Nederlanden, naast het feit dat veel van de verboden boeken niet tot ons zijn gekomen.

## Invloed
De Leuvense index van 1550 werd overgenomen in Spanje op last van de Inquisiteur-Generaal. Via Venetië vond de catalogus uit Leuven ook zijn weg naar de Romeinse index van 1559.